# 霍氏唇魮
霍氏唇魮（学名：Horalabiosa joshuai）为輻鰭魚綱鯉形目鲤科的其中一種，分布於亞洲印度的高地溪流，體長可達9公分，屬底棲性魚類。

## 扩展阅读
維基物種上的相關：霍氏唇魮